# جيل خامس (شبكات اتصال)
شبكة الجيل الخامس (بالإنجليزية: fifth generation network)‏ والتي تُختصر بـ 5G)، وهي معيار تكنولوجيا الجيل الخامس للشبكات الخلوية ذات النطاق العريض في مجال الاتصالات، والتي بدأت شركات الهاتف الخلوي في نشرها في جميع أنحاء العالم في عام 2019، وهي الخلف المخطط له لشبكات الجيل الرابع التي توفر الاتصال بمعظم الهواتف المحمولة الحالية. يُتوقع أن تضم شبكات الجيل الخامس أكثر من 1.7 مليار مشترك في جميع أنحاء العالم بحلول عام 2025، وفقًا «للجمعية الدولية لشبكات الهاتف المحمول». مثل سابقاتها، شبكات الجيل الخامس هي شبكات خلوية، حيث تنقسم منطقة الخدمة إلى مناطق جغرافية صغيرة تسمى الخلايا. يتم توصيل جميع أجهزة الجيل الخامس اللاسلكية في الخلية بالانترنت وشبكة الهاتف عن طريق موجات الراديو من خلال هوائي محلي بالخلية. الميزة الرئيسية للشبكات الجديدة هي أنها تعمل بنطاق ترددي أكبر، مما يعطي سرعات تنزيل أعلى،  تصل في النهاية إلى 10 جيجات في الثانية الواحدة (جيجابت/ثانية). نظرًا لزيادة عرض النطاق الترددي، من المتوقع ألا تخدم الشبكات الهواتف المحمولة حصراً مثل الشبكات الخلوية الحالية، ولكن سيتم استخدامها أيضًا كمزود خدمة إنترنت عامة لأجهزة الكمبيوتر المحمولة وأجهزة الكمبيوتر المكتبية، منافسة لمزودي خدمة الإنترنت الحاليين من خلال الإنترنت وعبر الهاتف، ستمكن الشبكة الجديدة تطبيقات جديدة في إنترنت الأشياء (IoT) ومجالات الآلة إلى الآلة. لا تستطيع الهواتف المحمولة بتقنية الجيل الرابع استخدام الشبكات الجديدة، والتي تتطلب دعم تقنية الجيل الخامس.
يتم تحقيق السرعة المتزايدة جزئيًا باستخدام موجات راديو ذات تردد أعلى من الشبكات الخلوية السابقة. ومع ذلك، فإن موجات الراديو ذات التردد العالي لها نطاق فيزيائي مفيد أقصر، مما يتطلب خلايا جغرافية أصغر. للخدمة الواسعة، تعمل شبكات الجيل الخامس على ما يصل إلى ثلاثة نطاقات تردد، منخفضة ومتوسطة وعالية. ستتكون شبكة الجيل الخامس من شبكات تصل إلى ثلاثة أنواع مختلفة من الخلايا، كل منها يتطلب تصميمات محددة للهوائي، يوفر كل منها مقايضة مختلفة لسرعة التنزيل مقابل المسافة ومنطقة الخدمة. تتصل الهواتف المحمولة والأجهزة اللاسلكية التي تدعم التقنية بالشبكة من خلال هوائي بأعلى سرعة داخل النطاق في موقعها.
تستخدم شبكة الجيل الخامس منخفضة النطاق نطاق تردد مشابهًا للهواتف المحمولة من الجيل الرابع، 600-850 ميجاهرتز، مما يمنح سرعات تنزيل أعلى قليلاً من الجيل الرابع، ما يقارب 30-250 ميجابت/ثانية. الأبراج الخلوية منخفضة النطاق لها نطاق ومنطقة تغطية مماثلة لأبراج الجيل الرابع. تستخدم شبكة الجيل الخامس متوسطة النطاق الموجات الدقيقة من 2.5 إلى 3.7 جيجاهرتز، مما يسمح بسرعات تتراوح من 100 إلى 900 ميجابت/ثانية، حيث يوفر كل برج خلوي خدمة تصل إلى عدة أميال في دائرة نصف قطرها. هذا المستوى من الخدمة هو الأكثر انتشارًا، ويجب أن يكون متاحًا في معظم المناطق الحضرية في عام 2020. بعض المناطق لا تطبق النطاق المنخفض، مما يجعل هذا المستوى الأدنى للخدمة. يَستخدم الجيل الخامس عالي النطاق ترددات من 25 إلى 39 جيجاهرتز، بالقرب من الجزء السفلي من نطاق الموجة المليمترية، على الرغم من أنه قد يتم استخدام ترددات أعلى في المستقبل. فغالبًا ما يحقق سرعات تنزيل في نطاق جيجابت في الثانية، والذي يمكن يمكن مقارنته بالإنترنت عبر الكابل. ومع ذلك، فإن موجات المليمتر (mmWave أو mmW) لها نطاق محدود أكثر، متطلبة العديد من الخلايا الصغيرة. تعاني الموجات مشكلة في المرور عبر بعض أنواع المواد مثل الجدران والنوافذ. ونظرًا لارتفاع تكلفتها، فإن الخطط تهدف إلى نشر هذه الخلايا فقط في البيئات الحضرية الكثيفة والمناطق التي تتجمع فيها حشود من الناس مثل الملاعب الرياضية ومراكز المؤتمرات. السرعات المذكورة أعلاه هي تلك التي تم تحقيقها في الاختبارات الفعلية في عام 2020، ومن المتوقع أن تزداد السرعات أثناء بدء التشغيل.
اتحاد الصناعة الذي يضع معايير الجيل الخامس هو مشروع شراكة الجيل الثالث (3GPP). يعرّف أي نظام يستخدم برنامج الجيل الخامس NR (الجيل الخامس New Radio) على أنه «الجيل الخامس»، وهو تعريف دخل حيز الاستخدام العام بحلول أواخر عام 2018. يتم تحديد المعايير الدنيا من قبل الاتحاد الدولي للاتصالات (ITU). في السابق، احتفظ البعض بمصطلح الجيل الخامس للأنظمة التي توفر سرعات تنزيل تبلغ 20 جيجابت / ثانية كما هو محدد في وثيقة IMT-2020 الخاصة بالاتحاد.

## نظرة عامة
شبكات الجيل الخامس هي شبكات خلوية رقمية، حيث يتم تقسيم منطقة الخدمة التي يغطيها المزودون إلى مناطق جغرافية صغيرة تسمى الخلايا . يتم رقمنة الإشارات التناظرية التي تمثل الأصوات والصور في الهاتف، وتحويلها بواسطة محول تناظري إلى رقمي ويتم نقلها على شكل دفق من البتات. تتواصل جميع الأجهزة اللاسلكية الجيل الخامس في الخلية عن طريق موجات الراديو مع مجموعة هوائي محلي وجهاز إرسال واستقبال آلي منخفض الطاقة (جهاز إرسال واستقبال) في الخلية، عبر قنوات التردد المعينة من قبل جهاز الإرسال والاستقبال من مجموعة من الترددات التي يعاد استخدامها في خلايا أخرى. تتصل الهوائيات المحلية بشبكة الهاتف والإنترنت عن طريق الألياف الضوئية ذات النطاق الترددي العالي أو التوصيل اللاسلكي. كما هو الحال في الشبكات الخلوية الأخرى، فإن الجهاز المحمول الذي ينتقل من خلية إلى أخرى يتم «تسليمه» تلقائيًا بسلاسة إلى الخلية الجديدة. يمكن لشبكة الجيل الخامس أن تدعم ما يصل إلى مليون جهاز لكل كيلومتر مربع، بينما يدعم الجيل الرابع ما يصل إلى 100,000 جهاز فقط لكل كيلومتر مربع. تتمتع أجهزة الجيل الخامس اللاسلكية الجديدة أيضًا بقدرة الجيل الرابع LTE، حيث تستخدم الشبكات الجديدة الجيل الرابع لتأسيس الاتصال بالخلية في البداية، وكذلك في المواقع التي لا يتوفر فيها الوصول إلى الجيل الخامس.
يستخدم العديد من مشغلي الشبكات موجات المليمتر للحصول على سعة إضافية، فضلاً عن زيادة الإنتاجية. موجات المليمتر لها نطاق أقصر من الموجات الدقيقة، وبالتالي فإن الخلايا محدودة بحجم أصغر. تواجه موجات المليمتر أيضًا مشكلة أكبر في المرور عبر جدران المبنى. الهوائيات الموجية المليمترية أصغر من الهوائيات الكبيرة المستخدمة في الشبكات الخلوية السابقة. بعضها يبلغ طوله بضع بوصات (عدة سنتيمترات) فقط.
تم نشر MIMO الهائل (متعدد المدخلات والمخرجات) في الجيل الرابع في وقت مبكر من عام 2016 وعادة ما يستخدم 32 إلى 128 هوائيًا صغيرًا في كل خلية. في الترددات والتكوين المناسبين، يمكنه زيادة الأداء من 4 إلى 10 مرات. يتم إرسال دفق تيار بتات متعددة من البيانات في وقت واحد. في تقنية تسمى تكوين الحزم (الشعاع)، سيحسب كمبيوتر المحطة الأساسية باستمرار أفضل مسار لموجات الراديو للوصول إلى كل جهاز لاسلكي وسينظم هوائيات متعددة للعمل معًا كمصفوفات مرحلية لإنشاء حزم من موجات المليمتر للوصول إلى الجهاز.

### مجالات التطبيق
حدد قطاع الاتصالات الراديوية في قطاع الاتصالات الراديوية ثلاثة مجالات تطبيق رئيسية للقدرات المعززة لتكنولوجيا الجيل الخامس. وهي عبارة عن النطاق العريض المتنقل المحسن (eMBB)، والاتصالات فائقة الموثوقية منخفضة زمن الانتقال (URLLC)، والاتصالات الضخمة من نوع الجهاز (mMTC). تم نشر eMBB فقط في عام 2020 ؛ يبعد URLLC و mMTC عدة سنوات في معظم المواقع.
يستخدم النطاق العريض المتنقل المحسن (eMBB) شبكة الجيل الخامس كتقدم من خدمات النطاق العريض للأجهزة المحمولة الجيل الرابع LTE، مع اتصالات أسرع وإنتاجية أعلى وقدرة أكبر. سيعود ذلك بالفائدة على مناطق حركة المرور المرتفعة مثل الملاعب والمدن وأماكن الحفلات الموسيقية.
تشير الاتصالات منخفضة زمن الانتقال فائقة الموثوقية (URLLC) إلى استخدام الشبكة لتطبيقات المهام الحرجة التي تتطلب تبادلًا قويًا وغير متقطع للبيانات.
سيتم استخدام اتصالات نوع الماكينة الضخمة (mMTC) للاتصال بعدد كبير من الأجهزة. ستقوم تقنية الجيل الخامس بتوصيل بعض من 50 مليار جهاز متصل بإنترنت الأشياء. سيستخدم معظمهم شبكة Wi-Fi الأقل تكلفة. ستساعد الطائرات بدون طيار، التي ترسل عبر الجيل الرابع أو الجيل الخامس، في جهود التعافي من الكوارث، وتوفر بيانات في الوقت الفعلي للمستجيبين في حالات الطوارئ. سيكون لمعظم السيارات اتصال خلوي الجيل الرابع أو الجيل الخامس للعديد من الخدمات. لا تتطلب السيارات ذاتية القيادة الجيل الخامس، حيث يجب أن تكون قادرة على العمل حيث لا يوجد اتصال بالشبكة. بينما يتم إجراء العمليات الجراحية عن بُعد عبر شبكة الجيل الخامس، سيتم إجراء معظم العمليات الجراحية عن بُعد في مرافق مزودة باتصال ألياف، وعادة ما تكون أسرع وأكثر موثوقية من أي اتصال لاسلكي.

## ما قبل الجيل الخامس

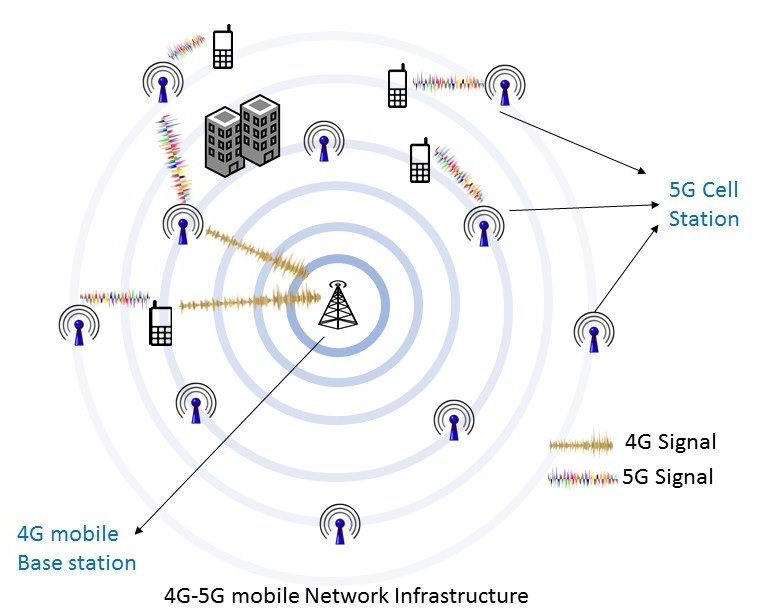
مخطط تصميم شبكة الهاتف المحمول 4G - 5G

هناك جيل من أجيال المحمول الجديد تظهر تقريبا في كل 10 أعوام منذ أول جيل أول نظام الشمال الهاتف المحمول، قد ظهرت في عام 1981. بدء أول تشغيل لنظام 2G حيث طرح في عام 1992، أما أول تشغيل لنظام الجيل الثالث 3G فقد تم في عام 2001 , أخيرا نظام الجيل الرابع المتوافق تماما مع IMT المتقدم كانت قيد التشغيل في عام 2012.
بعض المصادر الحكومية أوضحت أن جيلا جديدا من المعايير الجيل الخامس لن يتم تنفيذها من قبل الاتحاد الدولي للاتصالات حتى عام2020.[وصلة مكسورة]
تطوير معايير جيل ثان (النظام العالمي للإتصالات المتنقلة) وجيل ثالث (IMT-2000 وUMTS) استغرق تقريبا 10 سنوات بداية من البداية الرسمية لمشاريع للأبحاث والتطوير، وتطوير نظم جيل رابع التي بدأت في 2001 أو 2002. ومع ذلك، لم يتم إطلاق أي تطوير VSLN عالمى أو دولى GLAHVDU لشبكات VSLDH الجيل الخامس فإن بعض ممثلي الصناعة عبروا عن شكوكهم تجاه الجيل الخامس.
عادة ما يتم تعيين نطاقات تردد أجيال المحمول الجديدة وأوسع عرض للنطاق الترددي الطيفي لكل قناة تردد فمثلا (1G تصل إلى 30 كيلو هرتز، 2G تصل إلى 200 كيلوهرتز، 3G تصل إلى 5 ميغاهيرتز، والجيل الرابع تصل إلى 40 ميغاهيرتز)، ولكن يجادل المتشككون في أنه مايزال هناك مجالا كبيرا لنطاقات الترددات الجديدة أو عرض لنطاق ترددية لقنوات أكبر من الجيل الرابع. من وجهة نظر المستخدمين، قد يعني ذلك ضمنا أن أجيال المحمول السابقة لديها زيادة كبيرة في معدل البت الذروة (أي الطبقة المادية صافي معدلات البت للاتصالات لمسافات قصيرة). ومع ذلك، لا يشير أي مصدر أن الذروة معدلات التنزيل والرفع لل الجيل الخامس ستصل لأكثر من 1 جيجابت في الثانية التي سيتم تقديمها من قبل تعريف نظم ITU-R الجيل الرابع. إذا ظهر الجيل الخامس، وتعكس هذه التكهنات، يجب على الفرق الرئيسي من وجهة نظر المستخدم من عرض بين الجيل الرابع وتقنيات الجيل الخامس يكون شيئا آخر غير زيادة الإنتاجية القصوى، على سبيل المثال انخفاض استهلاك البطارية، وانخفاض احتمال انقطاع (تغطية أفضل)، الأسعار مرتفعة قليلا في أجزاء أكبر من مساحة التغطية، وأرخص أو أي رسوم المرور بسبب انخفاض تكاليف نشر البنية التحتية، أو قدرة إجمالية أعلى لكثير من المستخدمين في وقت واحد (أي أعلى مستوى نظام الكفاءة الطيفية). تلك هي الأهداف في العديد من الأوراق البحثية.

## نظرة عامة عن الجيل الخامس في الاتصالات
إن الشعار الرئيسي للجيل الخامس هو الإنترنت لكل شيء أو ما يسمى ب إنترنت الأشياء.
أي أن كل شخص وكل شيء سيكون متصلا بالانترنت، فأي أداة أو جهاز في البيت أو في الشارع أو أي مكان عمل سيكون متصلا بشبكة الإنترنت، وهذا ما يقودنا إلى مصطلح المدن الذكية، إذ أن البيانات يتم تشكيلها في كل مكان من قبل أي شخص أو أي آلة وسيتم تحليلها في أقل زمن حقيقي ممكن للاستدلال على المعلومات المفيدة في الوقت المناسب كمراقبة الحالة الصحية للمرضى وكبار السن، ومراقبة الأجهزة والأدوات في المنزل وتحديد إن كان هناك عطلا ما أو نقصا في مادة ما، وكذلك تحليل حالة المرور في الشوارع  ومساعدة السائقين وتحذيرهم من المخاطر غير المرئية مما يمهد الطريق نحو السيارات ذاتية القيادة. وهنا تلعب الاتصالات المتنقلة دورا محوريا في تمكين النقل الفعال والآمن لهذه المعلومات من آلة آلى آلة أخرى (= MACHINE TO MACHINE M2M) - بدون تدخل الإنسان - لمعالجتها واتخاذ الإجراء المناسب  بأقصى سرعة وأقل تأخير (أقل من 1ms).وهذا ما يفرض مزيدا من التحديات على الشبكة المستقبلية التي يجب أن تستوعب بيانات الهواتف الجوالة والعدد الهائل من الأجهزة والحساسات المنتشرة في كل مكان لتكون شبكة واسعة النطاق بقدرة وكفاءة قصوى ودرجة عالية من تأمين الأجهزة المعلومات المنقولة والمخزنة.

## أداء

### سرعة
سوف تتراوح سرعات الجيل الخامس من ~ 50 ميغابت / ثانية لأكثر من جيجابت / ثانية. يُعرف أسرع الجيل الخامس باسم mmWave. اعتبارًا من 3 يوليو 2019، بلغت سرعة mmWave 1.8 جيجابت / ثانية  على شبكة الجيل الخامس من AT & T.
الفرعية 6 عادةً ما يوفر GHz الجيل الخامس (النطاق المتوسط الجيل الخامس)، الأكثر شيوعًا، ما بين 100 و 400 ميغابت / ثانية، ولكن سيكون لها مدى أبعد بكثير من mmWave، خاصة في الهواء الطلق.
يوفر طيف النطاق المنخفض النطاق الأكبر، وبالتالي مساحة تغطية أكبر لموقع معين، ولكنه أبطأ من المواقع الأخرى.
سرعة الجيل الخامس NR (راديو جديد) في sub-6 يمكن أن تكون نطاقات GHz أعلى قليلاً من الجيل الرابع مع نفس القدر من الطيف والهوائيات،  على الرغم من أن بعض شبكات 3GPP الجيل الخامس ستكون أبطأ من بعض شبكات الجيل الرابع المتقدمة، مثل شبكة LTE / LAA من T-Mobile، والتي تحقق 500+ ميغابت / ثانية في مانهاتن  وشيكاغو. تسمح مواصفات الجيل الخامس أيضًا بـ LAA (الوصول بمساعدة الترخيص)، ولكن لم يتم إثبات LAA في الجيل الخامس بعد. يمكن أن تضيف إضافة LAA إلى تكوين الجيل الرابع الحالي مئات الميجابت في الثانية إلى السرعة، ولكن هذا امتداد لـ الجيل الرابع، وليس جزءًا جديدًا من معيار الجيل الخامس.
يرجع التشابه من حيث الإنتاجية بين الجيل الرابع والجيل الخامس في النطاقات الحالية إلى أن الجيل الرابع يقترب بالفعل من حد Shannon لمعدلات اتصال البيانات. يمكن أن تكون سرعات الجيل الخامس في طيف الموجات المليمترية الأقل شيوعًا، مع عرض النطاق الترددي الأكثر وفرة والمدى الأقصر، وبالتالي زيادة قابلية إعادة استخدام التردد، أعلى بكثير.

### وقت الاستجابة
في شبكة الجيل الخامس، يبلغ «زمن انتقال الهواء»  في شحن المعدات في 2019 من 8 إلى 12 مللي ثانية. يجب إضافة وقت الاستجابة للخادم إلى «زمن انتقال الهواء» لمعظم المقارنات. أبلغت شركة Verizon أن زمن الانتقال في النشر المبكر لشبكة الجيل الخامس هو 30 مللي ثانية: لخوادم Edge القريبة من الأبراج تقليل زمن الانتقال إلى 10-20 مللي ثانية؛ 1–4 مللي ثانية ستكون نادرة للغاية لسنوات خارج المختبر. تم توحيد مؤشرات الأداء الرئيسية لوقت استجابة الجيل الخامس (مؤشرات الأداء الرئيسية) بواسطة 3GPP في TR 28554

### نسبة الخطأ
تستخدم الجيل الخامس نظام تشفير إشارة متكيف للحفاظ على معدل خطأ بتات منخفض. إذا كان معدل الخطأ مرتفعًا جدًا، فسيقوم جهاز الإرسال بالتبديل إلى آلية تشفير أقل عرضة للخطأ. هذا يضحي بعرض النطاق الترددي لضمان معدل خطأ منخفض.

### نطاق
يعتمد نطاق الجيل الخامس على العديد من العوامل. العامل الرئيسي هو التردد المستخدم. تميل إشارات mmWave إلى أن يكون نطاقها بضع مئات من الأمتار فقط بينما يمكن أن يكون لإشارات النطاق المنخفض في الظروف المناسبة نطاق نظري يبلغ بضع مئات من الكيلومترات.

## المعايير
في البداية، كان المصطلح مرتبطًا بمعيار IMT-2020 الخاص بالاتحاد الدولي للاتصالات، والذي تطلب سرعة تنزيل نظرية تبلغ 20 جيجابت في الثانية و 10 جيجابت في الثانية سرعة تحميل، إلى جانب متطلبات أخرى. بعد ذلك، اختارت مجموعة معايير الصناعة 3GPP معيار الجيل الخامس NR (راديو جديد) جنبًا إلى جنب مع LTE كاقتراحهم لتقديمه إلى معيار IMT-2020.
من المقرر أن تكتمل المرحلة الأولى من مواصفات 3GPP الجيل الخامس في الإصدار 15 في عام 2019. ومن المقرر الانتهاء من المرحلة الثانية في الإصدار 16 في عام 2020.
يمكن أن تتضمن الجيل الخامس NR ترددات أقل (FR1)، أقل من 6 جيجاهرتز وترددات أعلى (FR2) أعلى من 24 جيجاهرتز. ومع ذلك، فإن السرعة والكمون في عمليات نشر FR1 المبكرة، باستخدام برنامج الجيل الخامس NR على أجهزة الجيل الرابع (غير قائمة بذاتها)، أفضل قليلاً من أنظمة الجيل الرابع الجديدة، المقدرة بنسبة 15 إلى 50٪ أفضل.
يغطي IEEE العديد من مناطق الجيل الخامس مع التركيز الأساسي في أقسام الأسلاك بين رأس الراديو البعيد (RRH) ووحدة النطاق الأساسي (BBU). تركز معايير 1914.1 على بنية الشبكة وتقسيم الاتصال بين RRU و BBU إلى قسمين رئيسيين. وحدة الراديو (RU) لوحدة الموزع (DU) هي NGFI-I (الجيل القادم من واجهة Fronthaul) و DU إلى الوحدة المركزية (CU) كونها واجهة NGFI-II مما يسمح بشبكة أكثر تنوعًا وفعالية من حيث التكلفة NGFI-I و NGFI-II لهما قيم أداء محددة يجب تجميعها لضمان إمكانية نقل أنواع مختلفة من الحركة التي يحددها الاتحاد الدولي للاتصالات. يعمل معيار 1914.3 على إنشاء تنسيق إطار Ethernet جديد قادر على حمل بيانات IQ بطريقة أكثر فاعلية اعتمادًا على التقسيم الوظيفي المستخدم. يعتمد هذا على تعريف 3GPP للتقسيمات الوظيفية. يتم تحديث معايير مزامنة الشبكات المتعددة ضمن مجموعات IEEE لضمان الحفاظ على دقة توقيت الشبكة في RU إلى المستوى المطلوب لحركة المرور المنقولة عبرها.

### الجيل الخامس NR
الجيل الخامس NR (راديو جديد) هو واجهة هوائية جديدة تم تطويرها لشبكة الجيل الخامس. من المفترض أن يكون المعيار العالمي للواجهة الهوائية لشبكات 3GPP الجيل الخامس.

#### تطبيقات قياسية مسبقة
- الجيل الخامسTF: تستخدم شبكة الجيل الخامس التي نفذتها شركة الاتصالات الأمريكية Verizon للوصول اللاسلكي الثابت في أواخر عام 2010 مواصفات قياسية مسبقة تُعرف باسم الجيل الخامسTF (منتدى Verizon الجيل الخامس الفني). خدمة الجيل الخامس المقدمة للعملاء في هذا المعيار غير متوافقة مع الجيل الخامس NR. هناك خطط لترقية الجيل الخامسTF إلى الجيل الخامس NR «بمجرد أن تفي بالمواصفات الصارمة لعملائنا»، وفقًا لشركة Verizon.[47]
- الجيل الخامس-SIG: المواصفات القياسية المسبقة لـ الجيل الخامس التي طورتها شركة KT Corporation . تم النشر في دورة الألعاب الأولمبية الشتوية بيونغ تشانغ 2018 [48]

### إنترنت الأشياء
في إنترنت الأشياء (IoT)، ستقدم 3GPP تطور NB-IoT وeMTC (LTE-M) كتقنيات الجيل الخامس لحالة استخدام LPWAN (منطقة منخفضة الطاقة واسعة).

## تعيين

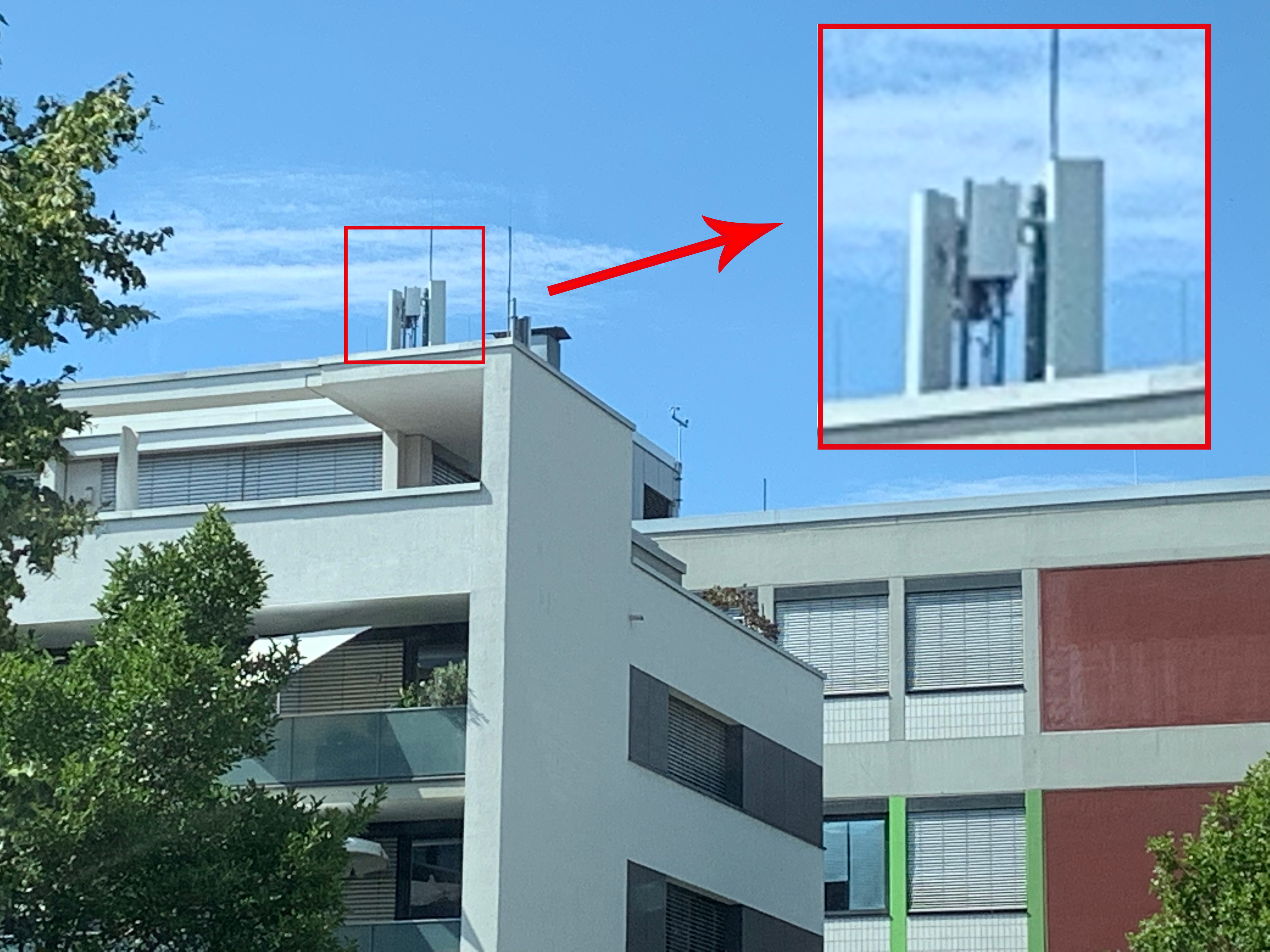
موقع خلية الجيل الخامس 3.5 جيجا هرتز لشركة Deutsche Telekom في دارمشتات، ألمانيا

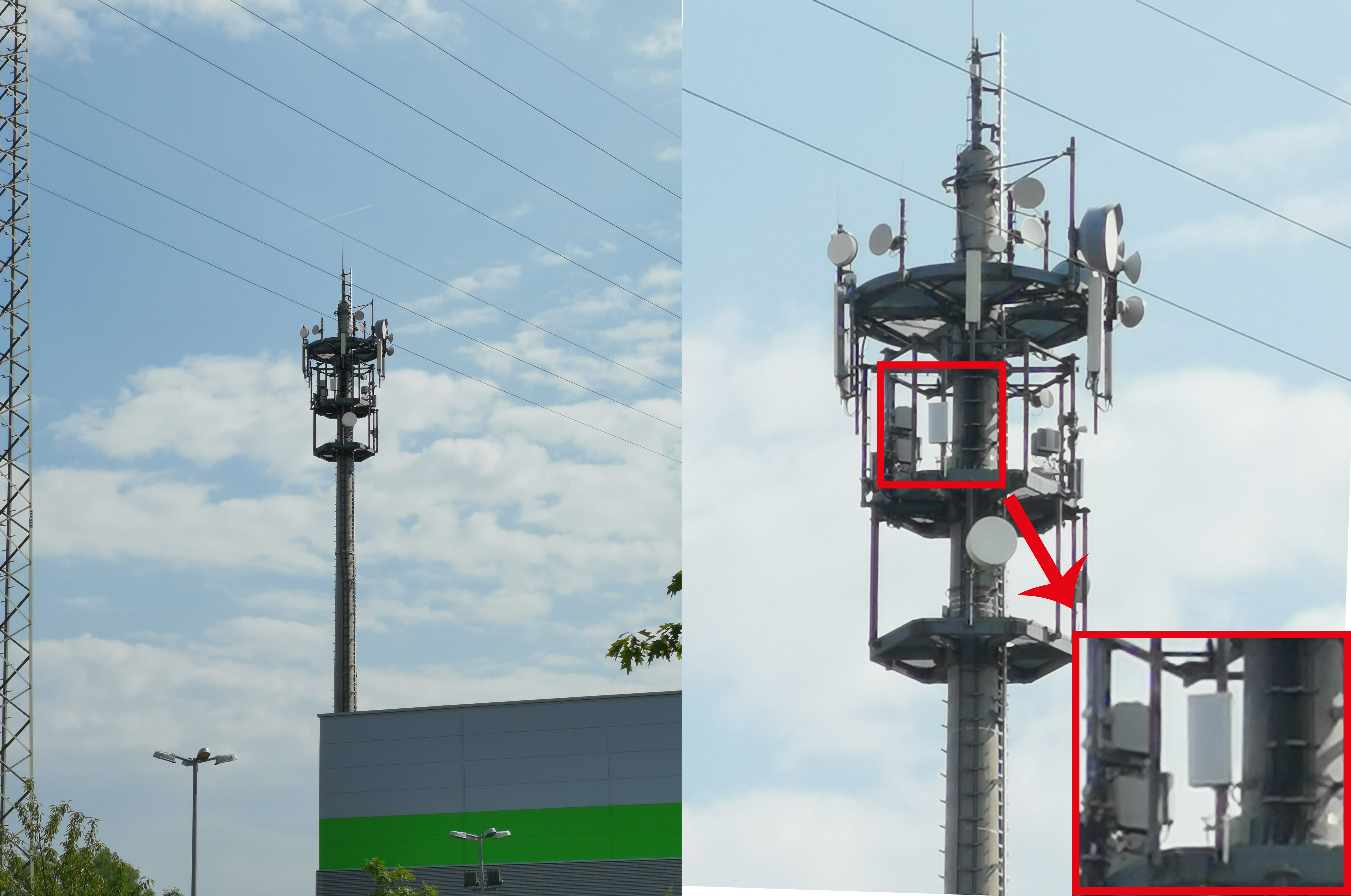
موقع خلية الجيل الخامس 3.5 جيجا هرتز لشركة Vodafone في كارلسروه، ألمانيا

بالإضافة إلى شبكات مشغلي الهاتف المحمول، من المتوقع أيضًا استخدام الجيل الخامس للشبكات الخاصة ذات التطبيقات في إنترنت الأشياء الصناعي، وشبكات المؤسسات، والاتصالات الهامة.
يعتمد إطلاق الجيل الخامس NR الأولي على الاقتران مع البنية التحتية LTE (الجيل الرابع) الحالية في وضع غير مستقل (NSA) (الجيل الخامس NR مع الجيل الرابع core)، قبل نضوج الوضع المستقل (SA) مع شبكة الجيل الخامس الأساسية.
اعتبارًا من أبريل 2019، حددت الرابطة العالمية لموردي الهواتف المحمولة 224 مشغلًا في 88 دولة عرضت أو تختبر أو تختبر أو تم ترخيصها لإجراء تجارب ميدانية لتقنيات الجيل الخامس أو تنشر شبكات الجيل الخامس أو أعلنت عن إطلاق الخدمة. كانت الأرقام المعادلة في نوفمبر 2018 هي 192 مشغلًا في 81 دولة. كانت كوريا الجنوبية أول دولة تتبنى تقنية الجيل الخامس على نطاق واسع في أبريل 2019. توقعت شركة إريكسون السويدية العملاقة للاتصالات أن إنترنت الجيل الخامس سيغطي ما يصل إلى 65٪ من سكان العالم بحلول نهاية عام 2025. كما تخطط لاستثمار مليار ريال (238.30 مليون دولار) في البرازيل لإضافة خط تجميع جديد مخصص لتقنية الجيل الخامس (الجيل الخامس) لعملياتها في أمريكا اللاتينية.
عندما أطلقت كوريا الجنوبية شبكتها الجيل الخامس، استخدمت جميع شركات الاتصالات محطات ومعدات Samsung و Ericsson و Nokia، باستثناء LG U Plus، الذي استخدم أيضًا معدات Huawei. كانت Samsung أكبر مورد لمحطات الجيل الخامس الأساسية في كوريا الجنوبية عند الإطلاق، حيث شحنت 53000 محطة أساسية في ذلك الوقت، من بين 86000 محطة أساسية تم تركيبها في جميع أنحاء البلاد في ذلك الوقت.
كانت أولى عمليات النشر الكبيرة إلى حد ما في أبريل 2019. في كوريا الجنوبية، استحوذت شركة SK Telecom على 38000 محطة قاعدية، وKT Corporation 30.000 و LG U Plus 18000 ؛ منها 85٪ في ست مدن رئيسية. يستخدمون 3.5 طيف GHz (sub-6) في الوضع غير المستقل (NSA) والسرعات المختبرة كانت من 193 إلى 430 ميجابت/ثانية لأسفل. 260,000 سجل في الشهر الأول و 4.7 مليون بحلول نهاية عام 2019.
تبيع تسع شركات أجهزة راديو الجيل الخامس وأنظمة الجيل الخامس لشركات النقل: Altiostar وCisco Systems وDatang Telecom / Fiberhome وEricsson وHuawei وNokia وQualcomm وSamsung وZTE .

### الطيف
تم تخصيص كميات كبيرة من الطيف الراديوي الجديد (نطاقات التردد الجيل الخامس NR) للجيل الخامس. على سبيل المثال، في يوليو 2016، حررت لجنة الاتصالات الفيدرالية الأمريكية (FCC) كميات هائلة من عرض النطاق الترددي في طيف النطاق الترددي العالي غير المستغل للجيل الخامس. ضاعف اقتراح حدود الطيف (SFP) كمية الطيف غير المرخص لموجة المليمتر إلى 14 جيجاهرتز وخلق أربعة أضعاف كمية الطيف المرن للاستخدام المحمول الذي رخصته لجنة الاتصالات الفيدرالية (FCC) حتى الآن  في مارس 2018، وافق المشرعون في الاتحاد الأوروبي على فتح 3.6 و 26 نطاقات GHz بحلول عام 2020.
اعتبارًا من مارس 2019، هناك 52 دولة وإقليمًا ومناطق إدارية خاصة ومناطق متنازع عليها وتبعيات تفكر رسميًا في تقديم نطاقات طيف معينة لخدمات الجيل الخامس للأرض، تعقد مشاورات بشأن تخصيصات الطيف المناسبة لـ الجيل الخامس، وقد حجزت الطيف لـ الجيل الخامس، أعلنت عن خطط لبيع الترددات (بمزاد الطيف الترددي) أو أنها خصصت بالفعل نطاقًا لاستخدام شبكات الجيل الخامس 

### طيف غير مرخص
تستخدم أجهزة MNO بشكل متزايد الطيف غير المرخص في نطاقي التردد 2.4 و 5 جيجاهرتز (GHz). تستخدم شبكات الجيل الرابع والجيل الخامس أيضًا هذه النطاقات لتفريغ حركة المرور في المناطق المزدحمة للغاية وتوفير الاتصال لمليارات من أجهزة إنترنت الأشياء. تستخدم التطورات في شبكات Wi-Fi و LTE في الطيف غير المرخص (LTE-U) والوصول بمساعدة الترخيص (LAA) و MulteFire تقنيات الجيل الرابع والجيل الخامس في هذه النطاقات.

## أجهزة الجيل الخامس

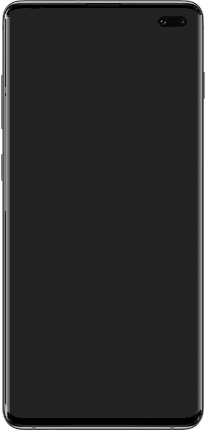
Samsung Galaxy S10 الجيل الخامس، أول هاتف ذكي قادر على الاتصال بشبكات الجيل الخامس

في مارس 2019، أصدرت الرابطة العالمية لموردي الهواتف المحمولة أول قاعدة بيانات في الصناعة لتتبع عمليات إطلاق أجهزة الجيل الخامس في جميع أنحاء العالم. في ذلك، حدد GSA 23 بائعًا أكدوا توافر أجهزة الجيل الخامس القادمة مع 33 جهازًا مختلفًا بما في ذلك المتغيرات الإقليمية. كانت هناك سبعة عوامل شكلية لجهاز الجيل الخامس مُعلن عنها: (الهواتف (× 12 جهازًا)، نقاط الاتصال (× 4)، معدات مقرات العملاء الداخلية والخارجية (× 8)، الوحدات النمطية (× 5)، الدونجل والمحولات (× 2))، ومحطات USB (× 1)). بحلول أكتوبر 2019، ارتفع عدد أجهزة الجيل الخامس المعلنة إلى 129، عبر 15 عامل شكل، من 56 بائعاً.
في ساحة شرائح الجيل الخامس IoT، اعتبارًا من أبريل 2019، كانت هناك أربع شرائح مودم الجيل الخامس تجارية ومعالج / منصة تجارية واحدة، مع توقع المزيد من عمليات الإطلاق في المستقبل القريب.
في 6 مارس 2020، تم إطلاق أول هاتف ذكي على الإطلاق يعمل بتقنية الجيل الخامس Samsung Galaxy S20 . وفقًا لـ Business Insider، تم عرض ميزة الجيل الخامس على أنها أغلى مقارنة بـ الجيل الرابع؛ يبدأ الخط بسعر 1000 دولار أمريكي، مقارنةً بجهاز Samsung Galaxy S10e الذي بدأ بسعر 750 دولارًا أمريكيًا. في 19 مارس، أعلنت HMD Global، الشركة المصنعة الحالية للهواتف التي تحمل علامة نوكيا، عن Nokia 8.3 الجيل الخامس، والتي زعمت أنها تتمتع بنطاق أوسع من توافق الجيل الخامس من أي هاتف آخر تم إصداره حتى ذلك الوقت. يُزعم أن النموذج متوسط المدى، بسعر أولي في منطقة اليورو يبلغ 599 يورو، يدعم جميع نطاقات الجيل الخامس من 600 ميغاهرتز إلى 3.8 جيجاهرتز.
في 13 أكتوبر 2020، أعلنت Apple عن iPhone 12 وiPhone 12 Pro، الخط الأول من هواتف Apple لدعم اتصال الجيل الخامس. تعاونت Apple مع Verizon لتمكين خطط الجيل الخامس على iPhone 12.

## التوفر

### تقنية

#### ترددات راديو جديدة
تُعرف الواجهة الهوائية المحددة بواسطة 3GPP لـ الجيل الخامس باسم New Radio (NR)، وتنقسم المواصفات إلى نطاقي تردد، FR1 (أقل من 6 GHz) و FR2 (mmWave)،  لكل منهما قدرات مختلفة.

#### نطاق التردد 1 (<6 جيجا هرتز)
الحد الأقصى لعرض النطاق الترددي للقناة المحدد لـ FR1 هو 100 MHz، بسبب ندرة الطيف المستمر في هذا النطاق الترددي المزدحم. النطاق الأكثر استخدامًا لشبكات الجيل الخامس في هذا النطاق هو 3.3-4.2 جيجاهرتز. تستخدم شركات النقل الكورية النطاق n78 عند 3.5 GHz على الرغم من تخصيص بعض طيف الموجات المليمترية.

#### نطاق التردد 2 (> 24 جيجا هرتز)
الحد الأدنى لعرض نطاق القناة المحدد لـ FR2 هو 50 ميغاهيرتز والحد الأقصى 400 ميغاهيرتز، مع دعم التجميع ثنائي القناة في 3GPP الإصدار 15. في الولايات المتحدة، تستخدم Verizon n258 band 26 GHz و AT&T تستخدم 39 جيجاهرتز. كلما زاد التردد، زادت القدرة على دعم سرعات نقل البيانات العالية.

#### تغطية FR2
الجيل الخامس في 24 يستخدم نطاق GHz أو أعلى ترددات أعلى من الجيل الرابع، ونتيجة لذلك، بعض إشارات الجيل الخامس غير قادرة على السفر لمسافات كبيرة (أكثر من بضع مئات من الأمتار)، على عكس الجيل الرابع أو إشارات الجيل الخامس ذات التردد المنخفض (sub 6 جيجاهرتز). وهذا يتطلب وضع محطات الجيل الخامس الأساسية كل بضع مئات من الأمتار من أجل استخدام نطاقات تردد أعلى. أيضًا، لا تستطيع إشارات الجيل الخامس عالية التردد اختراق الأجسام الصلبة بسهولة، مثل السيارات والأشجار والجدران، بسبب طبيعة هذه الموجات الكهرومغناطيسية ذات التردد العالي. يمكن تصميم خلايا الجيل الخامس عمدًا بحيث تكون غير واضحة قدر الإمكان، والتي تجد تطبيقات في أماكن مثل المطاعم ومراكز التسوق.
| أنواع الخلايا       | أنواع الخلايا     | بيئة النشر                                                             | ماكس. عدد المستخدمين</wbr> | انتاج الطاقة (ميغاواط)</wbr>                  | ماكس. المسافة من محطة قاعدية</wbr> |
| ------------------- | ----------------- | ---------------------------------------------------------------------- | -------------------------- | --------------------------------------------- | ---------------------------------- |
| الجيل الخامس NR FR2 | فيمتوسيل          | المنازل والشركات                                                       | المنزل: 4-8 الشركات: 16-32 | في الداخل: 10-100 في الهواء الطلق: 200-1000   | عشرات الأمتار                      |
| الجيل الخامس NR FR2 | بيكوسيل           | المناطق العامة مثل مراكز التسوق، المطارات ومحطات القطار وناطحات السحاب | 64 إلى 128                 | في الداخل: 100-250 في الهواء الطلق: 1000-5000 | عشرات الأمتار                      |
| الجيل الخامس NR FR2 | ميكروسيل          | المناطق الحضرية لسد فجوات التغطية                                      | 128 إلى 256                | في الهواء الطلق: 5000−10000                   | بضع مئات من الأمتار                |
| الجيل الخامس NR FR2 | متروسيل           | المناطق الحضرية لتوفير سعة إضافية                                      | أكثر من 250                | في الهواء الطلق: 10000-20000                  | مئات الأمتار                       |
| واي فاي(للمقارنة)   | واي فاي(للمقارنة) | المنازل والشركات                                                       | أقل من 50                  | في الداخل: 20-100 في الهواء الطلق: 200-1000   | بضع عشرات من الأمتار               |

### تقنية MIMO الهائلة
تستخدم أنظمة MIMO هوائيات متعددة في طرفي جهاز الإرسال والاستقبال لنظام الاتصال اللاسلكي. تستخدم الهوائيات المتعددة البعد المكاني بالإضافة إلى الوقت والتردد، دون تغيير متطلبات عرض النطاق الترددي للنظام.
MIMO ضخمة (المدخلات المتعددة والمخرجات المتعددة) هوائيات القطاع زيادة الإنتاجية وكثافة القدرة باستخدام أعداد كبيرة من الهوائيات ومتعدد المستخدمين MIMO (MU-MIMO). يتم التحكم في كل هوائي بشكل فردي ويمكن أن يشتمل على مكونات جهاز الإرسال والاستقبال اللاسلكي. ادعت نوكيا زيادة خمسة أضعاف في زيادة السعة لنظام هوائي 64-Tx / 64-Rx.

### حوسبة الحافة
يتم تقديم الحوسبة المتطورة من خلال خوادم الحوسبة الأقرب إلى المستخدم النهائي. يقلل من زمن الوصول وازدحام حركة البيانات 

### خلية صغيرة
الخلايا الصغيرة عبارة عن عقد وصول لاسلكي خلوية منخفضة الطاقة تعمل في طيف مرخص وغير مرخص له يتراوح مداها بين 10 أمتار إلى بضعة كيلومترات. تعد الخلايا الصغيرة ضرورية لشبكات الجيل الخامس، حيث لا تستطيع موجات الراديو الجيل الخامس السفر لمسافات طويلة، بسبب ترددات الجيل الخامس الأعلى.

### تكوين الشعاع
يستخدم Beamforming، كما يوحي الاسم، لتوجيه موجات الراديو إلى الهدف. يتم تحقيق ذلك من خلال تشكيل موجات الراديو للإشارة إلى اتجاه معين. تجمع هذه التقنية القدرة من عناصر صفيف الهوائي بطريقة تجعل الإشارات عند زوايا معينة تتعرض لتداخل بناء، بينما تتعرض الإشارات الأخرى التي تشير إلى زوايا أخرى لتداخل مدمر. يؤدي ذلك إلى تحسين جودة الإشارة في الاتجاه المحدد، فضلاً عن سرعات نقل البيانات. تستخدم الجيل الخامس تقنية تشكيل الحزم لتحسين جودة الإشارة التي تقدمها. يمكن إنجاز تشكيل الشعاع باستخدام هوائيات صفيف مرحلي.

### تقارب الواي فاي والخلوي
تتمثل إحدى الفوائد المتوقعة للانتقال إلى الجيل الخامس في تقارب وظائف الشبكات المتعددة لتحقيق تخفيضات في التكلفة والطاقة والتعقيد. استهدفت LTE التقارب مع نطاق / تقنية Wi-Fi عبر جهود مختلفة، مثل الوصول بمساعدة الترخيص (LAA ؛ إشارة الجيل الخامس في نطاقات التردد غير المرخصة التي تستخدمها أيضًا شبكة Wi-Fi) وتجميع LTE-WLAN (LWA ؛ التقارب مع Wi- راديو Fi)، لكن الاختلاف في إمكانات الشبكة الخلوية وشبكة Wi-Fi حدت من نطاق التقارب. ومع ذلك، فإن التحسن الملحوظ في مواصفات الأداء الخلوي في الجيل الخامس، جنبًا إلى جنب مع الانتقال من شبكة الوصول اللاسلكي (شبكة الوصول إلى الراديو) الموزع (D-RAN) إلى Cloud- أو Centralized-RAN (C-RAN) وبدء تشغيل الخلايا الصغيرة الخلوية يمكن أن يضيق الفجوة بين Wi- Fi والشبكات الخلوية في عمليات النشر الكثيفة والداخلية. يمكن أن يؤدي تقارب الراديو إلى مشاركة تتراوح من تجميع القنوات الخلوية و Wi-Fi إلى استخدام جهاز سيليكون واحد لتقنيات الوصول إلى الراديو المتعددة.

### نوما (وصول متعدد غير متعامد)
NOMA (الوصول المتعدد غير المتعامد) هو تقنية وصول متعددة مقترحة للأنظمة الخلوية المستقبلية من خلال تخصيص الطاقة.

### SDN / NFV
في البداية، تم تصميم تقنيات الاتصالات الخلوية المتنقلة في سياق توفير الخدمات الصوتية والوصول إلى الإنترنت. اليوم يميل عصر جديد من الأدوات والتقنيات المبتكرة نحو تطوير مجموعة جديدة من التطبيقات. تتكون مجموعة التطبيقات هذه من مجالات مختلفة مثل إنترنت الأشياء (IoT) وشبكة المركبات المستقلة المتصلة والروبوتات التي يتم التحكم فيها عن بُعد وأجهزة الاستشعار غير المتجانسة المتصلة لخدمة التطبيقات متعددة الاستخدامات. في هذا السياق، برز تقطيع الشبكة كتقنية للجيل الخامس رئيسية لتبني نموذج السوق الجديد هذا بكفاءة.

### ترميز القناة
لقد تغيرت تقنيات تشفير القنوات لـ الجيل الخامس NR من أكواد Turbo في الجيل الرابع إلى الرموز القطبية (نظرية الترميز) لقنوات التحكم و LDPC (أكواد التحقق من التكافؤ منخفض الكثافة) لقنوات البيانات.

### التشغيل في طيف غير مرخص
مثل LTE في الطيف غير المرخص، ستدعم الجيل الخامس NR أيضًا التشغيل في الطيف غير المرخص (NR-U). بالإضافة إلى الوصول بمساعدة الترخيص (LAA) من LTE الذي يمكّن شركات النقل من استخدام هذا الطيف غير المرخص لتعزيز أدائهم التشغيلي للمستخدمين، في الجيل الخامس NR ستدعم عملية NR-U المستقلة غير المرخصة والتي ستسمح بإنشاء شبكات الجيل الخامس NR جديدة في بيئات مختلفة دون الحصول على ترخيص تشغيلي في الطيف المرخص، على سبيل المثال للشبكة الخاصة المحلية أو تقليل حاجز الدخول لتوفير خدمات الإنترنت الجيل الخامس للجمهور.

## التداخل الكهرومغناطيسي
سيكون الطيف المستخدم في مختلف مقترحات الجيل الخامس قريبًا من الاستشعار السلبي عن بعد مثل الأقمار الصناعية لمراقبة الطقس والأرض، خاصة لرصد بخار الماء. سيحدث التداخل الكهرومغناطيسي ومن المحتمل أن يكون كبيرًا بدون ضوابط فعالة. حدثت زيادة في التداخل بالفعل مع بعض استخدامات النطاق القريبة الأخرى. يؤدي التداخل في عمليات الأقمار الصناعية إلى إعاقة أداء التنبؤ العددي بالطقس مع تأثيرات ضارة بشكل كبير على الاقتصاد والسلامة العامة في مجالات مثل الطيران التجاري.
دفعت المخاوف وزير التجارة الأمريكي ويلبر روس ومدير ناسا جيم بريدنشتاين في فبراير 2019 إلى حث لجنة الاتصالات الفيدرالية على تأخير بعض عروض مزاد الطيف، والتي تم رفضها. كتب رؤساء لجنة التخصيصات بمجلس النواب ولجنة العلوم بمجلس النواب للعلوم والفضاء والتكنولوجيا رسائل منفصلة إلى رئيس لجنة الاتصالات الفيدرالية أجيت باي يطلبون فيه مزيدًا من المراجعة والتشاور مع الإدارة الوطنية للمحيطات والغلاف الجوي (NOAA) ووكالة ناسا (NASA) ووزارة الدفاع (DoD)، وتحذيرًا من الآثار الضارة للأمن القومي. أدلى مدير NOAA بالإنابة نيل جاكوبس بشهادته أمام لجنة مجلس النواب في مايو 2019 أن انبعاثات الجيل الخامس خارج النطاق يمكن أن تنتج انخفاضًا بنسبة 30 ٪ في دقة التنبؤ بالطقس وأن التدهور الناتج في أداء نموذج نظام التنبؤ المتكامل (ECMWF) كان سيؤدي إلى الفشل في التنبؤ بالمسار ووبالتالي تأثير Superstorm Sandy في عام 2012. كتبت البحرية الأمريكية في مارس 2019 مذكرة تحذر من التدهور وقدمت اقتراحات فنية للتحكم في حدود تجاوز النطاق، للاختبار والإدخال الميداني، ولتنسيق الصناعة اللاسلكية والهيئات التنظيمية مع منظمات التنبؤ بالطقس.
في المؤتمر العالمي للاتصالات الراديوية لعام 2019 (WRC) الذي يعقد كل أربع سنوات، دعا علماء الغلاف الجوي إلى وجود مخزن مؤقت قوي يبلغ -55 ديسيبل وات، ووافق المنظمون الأوروبيون على توصية تبلغ -42 ديسيبل وات، وأوصت الجهات التنظيمية الأمريكية (لجنة الاتصالات الفيدرالية) بتقييد قدره 20 ديسيبل وات، وهو ما سيسمح بإشارات أقوى 150 مرة من الاقتراح الأوروبي. قرر الاتحاد الدولي للاتصالات على متوسط -33 ديسيبل وات حتى 1 سبتمبر 2027 وبعد ذلك معيار -39 ديسيبل وات. هذا أقرب إلى التوصية الأوروبية ولكن حتى المعيار الأعلى المتأخر أضعف بكثير من ذلك الذي طالب به علماء الغلاف الجوي، مما أدى إلى تحذيرات من المنظمة العالمية للأرصاد الجوية (WMO) من أن معيار الاتحاد الدولي للاتصالات، أقل صرامة بعشر مرات من توصيتها، «إمكانية التقليل بشكل كبير من دقة البيانات المجمعة». كما حذر ممثل الجمعية الأمريكية للأرصاد الجوية (AMS) من التداخل،  وحذر المركز الأوروبي للتنبؤات الجوية متوسطة المدى (ECMWF) بشدة، قائلاً إن المجتمع يخاطر «بتكرار التاريخ نفسه» من خلال تجاهل الغلاف الجوي. تحذيرات العلماء (تشير إلى ظاهرة الاحتباس الحراري، والتي يمكن أن تتعرض المراقبة للخطر). في ديسمبر 2019، تم إرسال طلب من الحزبين من لجنة العلوم بمجلس النواب الأمريكي إلى مكتب المساءلة الحكومية (GAO) للتحقيق في سبب وجود مثل هذا التناقض بين توصيات وكالات العلوم المدنية والعسكرية الأمريكية والمنظم، لجنة الاتصالات الفيدرالية.

## خصائص ومميزات الجيل الخامس ومقارنتها بخصائص الجيل الرابع
- ظهر الجيل الرابع في العام 2011 وكان معتمداً بشكل كبير على عناوين الإنترنت.

(IPV4)  (كل عنوان IPV4 مؤلف من 32 خانة ثنائية)، أما الجيل الخامس فمن المتوقع تطبيقه في العام 2021 وسيكون معتمدا بشكل كلي على عناوين الإنترنت (IPV6) (كل جهاز أو آلة له عنوان IPV6 مؤلف من 128 خانة ثنائية).
- سرعة نقل البيانات في الجيل الرابع كانت 100Mbps  للأجهزة المتحركة بسرعة لغاية   km/h360 (Mobile users) و 1Gbps للأجهزة الثابتة  stationary users)).

بينما هذه السرعة تصل في الجيل الخامس إلى 1Gbps  للأجهزة المتحركة و 10Gbps  للأجهزة الثابتة.
- زمن التأخير (latency) في الجيل الرابع هو بحدود 10ms (الفترة الزمنية مابين إرسال البيانات ووصولها للطرف الآخر، مثلا الفترة بين طلب أمر ما من السيرفر ووصول هذا الأمر للسيرفر)، أما في الجيل الخامس فالتأخير لا يتجاوز 1ms.
- عرض النطاق الترددي (bandwidth) المستخدم في الجيل الرابع هو 20MHZ، أما في الجيل الخامس فهو MHZ160.
- اتصال جهاز مع جهاز بشكل مباشر (D2D communications) وهذا يعني اتصال الأجهزة القريبة من بعضها مباشرة بدون الحاجة إلى برج الخدمة كوسيط.
- مساحة الخلية (cell) في الجيل الخامس أصغر بكثير منها في الجيل الرابع وذلك حتى تستطيع تحمل العدد الكبير من الأجهزة المتصلة بها، بالإضافة إلى أن ذلك يؤدي إلى انخفاض مستوى استهلاك الجهاز للطاقة بنسبة 90 بالمئة إذ أن أبراج الخدمة تكون قريبة من الجهاز. (الخلية هي المساحة الجغرافية التي يغطيها برج خدمة واحد).
- ستكون شبكة الجيل الخامس قادرًا على إصلاح مشكلات النطاق الترددي. حاليًا، هناك العديد من الأجهزة المختلفة المتصلة بشبكات الجيل الثالث والرابع، لدرجة أنها لا تمتلك البنية التحتية للتعامل بشكل فعال. ستكون شبكة الجيل الخامس قادرة على التعامل مع الأجهزة الحالية والتقنيات الناشئة مثل السيارات بدون سائق والمنتجات المنزلية المتصلة.[100]

## القضايا الأمنية المرافقة لشبكات الجيل الخامس
على الرغم من أن شبكات الجيل الخامس ستوفر سرعة عالية لنقل البيانات والقدرة على ربط عدد هائل من الأجهزة ودعمها لمجموعة كبيرة من الخدمات الشخصية وانماجها مع التكنولوجيا المتقدمة القائمة على تقنيات حديثة، فهناك مجموعة واسعة من المسائل الأمنية والتي ستقود إلى تحديات أمنية كبيرة في مستقبل شبكات الاتصال نتيجة عدة عوامل:
- المعمارية والبنية المعتمدة على بروتوكولات الإنترنت والتي هي دائما عرضة لأي تهديد.
- تنوع طرق الوصول لشبكة الإنترنت.
- عدم تجانس الأجهزة المتصلة من حيث القدرة الحسابية وكفاءة المعالجة والتخزين.
- أنظمة التشغيل المفتوحة على الأجهزة، أي يمكن تنزيل البرامج مهما كان مصدرها وتثبيتها على الأجهزة، وهذا ما قد يخلق الكثير من المشاكل الأمنية.
- الأجهزة المتصلة عادة ما يتم تشغيلها من قبل أشخاص غير محترفين في القضايا الأمنية.

ونتيجة لذلك سيتعين على نظام الجيل الخامس في الاتصالات أن يعالج تهديدات أكثر وأقوى بكثير من أنظمة الاتصال الحالية. وعلى الرغم من أن النظام الجديد سيكون عرضة لعدد كبير من التهديدات الأمنية المعروفة وغير المعروفة، فليس من الواضح أي التهديدات ستكون أخطر وأي أجزاء الشبكة ستكون عرضة أكثر لتلك التهديدات.

### الأجزاء الأكثر عرضة وهدفا للتهديدات
أهداف المهاجمين عادة ما تكون معدات المستخدمين وشبكات الوصول والشبكة النواة لمزود الخدمة:
أجهزة المستخدم  (user equipment):
في الجيل الخامس ستكون الأجهزة الذكية وأجهزة التابلت جزءا رئيسيا من الحياة اليومية، وهذه الأجهزة ستوفر مجموعة كبيرة من الميزات الهامة التي تمكن المستخدمين من الوصول لعدد كبير من الخدمات الشخصية عالية الجودة. ومن المتوقع زيادة عدد هذه الأجهزة في المستقبل مع ازدياد حجم البيانات وامكانيات الشبكة التي ستدعم كل خيارات التوصيل (2G,3G, الجيل الرابع).ولكن هذه الأجهزة ستكون هدفا رئيسيا للمهاجمين حيث ستتعرض لهجمات أكثر تطورا عن طريق البرمجيات الخبيثة كالفيروسات التي تستهدف كلا من الأجهزة المحمولة وشبكات الاتصال، وهذه البرمجيات تبدو وكأنها صديقة (كالألعاب مثلا)  سواء من مصادر موثوقة أوغير موثوقة، حيث يتم تثبيتها على الأجهزة، لكنها في الواقع مصممة لتمكين المهاجمين من الوصول للبيانات الشخصية للمستخدم، أو للوصول لأنظمة التشغيل لهذه الأجهزة وتعطيلها. مما يعرض المستخدم أو الأجهزة للكثير من المخاطر.
شبكات الوصول (ACCESS NETWORKS):
من المتوقع أن تكون شبكات الاتصال في الجيل الخامس غير متجانسة ومعقدة إلى حد كبير فهي ستدعم شبكات الاتصال (2G,3G, الجيل الرابع)  وغيرها من تقنيات الاتصال المتقدمة وذلك حتى يكون الاتصال مضمونا وآنيا. فمثلا في غياب الشبكة الجيل الرابع من المفروض تواجد الشبكات الأخرى سواء 2G  أو 3G لضمان إتمام الاتصال. ولكن ذلك يؤدي إلى وراثة جميع القضايا الأمنية المتعلقة بالشبكات السابقة وبالتالي يجب تطوير آليات حماية قوية لمواجهة التهديدات الأمنية الناشئة. فمثلا من المشاكل الأمنية الهامة التي قد تؤثر بشكل خطير على خصوصية المستخدم في نظام الجيل الرابع إمكانية تتبع موقع المستخدم (User location tracking) والتي تتم بطريقتين ؛ الأولى عن طريق تحديد الرقم التعريفي للخلية المزودة للخدمة (C‐RNTI) والثانية هي تحديد الأرقام التسلسلية للبيانات المرسلة.
الشبكة النواة لمزود الخدمة (Mobile Operator’s Core Network):
بما أن البنية المعمارية لشبكة الجيل الخامس ستعتمد على عناوين الإنترنت (ipv6) فهي ستكون عرضة للهجمات (عبر تلك العناوين) الشائعة على شبكة الإنترنت مثل الهجمات التي تستهدف أنظمة التشغيل لأجهزة الشبكة المركزية لمزود الخدمة (DOS attaks) التي تعد من أخطر التهديدات، ولتجنب الخروقات الأمنية للشبكة الناجمة عن استخدام الهواتف الذكية داخل بيئة العمل يجب إجراء مسح دوري لهواتف الموظفين باستخدام برامج الحماية، ولكن هذا النهج يعتبر مكلفا للشركات، فالحلول المبتكرة يجب أن تحقق التوازن بين التكلفة والفعالية، لذلك يتم أخذ عينات من الهواتف الذكية بشكل دوري لفحصها ويتم قياس ذلك على بقية الأجهزة بما يسمى بقياس التمثيل الأمني للهواتف الذكية.

### مخاوف أمنية
يوضح تقرير نشرته المفوضية الأوروبية والوكالة الأوروبية للأمن السيبراني تفاصيل القضايا الأمنية المحيطة بشبكة الجيل الخامس. يحذر التقرير من استخدام مورد واحد للبنية التحتية لشبكة الجيل الخامس، خاصة تلك الموجودة خارج الاتحاد الأوروبي. (نوكيا وإريكسون هما المصنعان الأوروبيان الوحيدان لمعدات الجيل الخامس.) 
في 18 أكتوبر 2018، أصدر فريق من الباحثين من ETH Zurich وجامعة لورين وجامعة Dundee ورقة بعنوان «تحليل رسمي لمصادقة الجيل الخامس». نبهت إلى أن تقنية الجيل الخامس يمكن أن تفتح الطريق لعصر جديد من التهديدات الأمنية. ووصفت الورقة التقنية بأنها «غير ناضجة وغير مختبرة بشكل كافٍ»، وأنها «تتيح الحركة والوصول إلى كميات أكبر من البيانات، وبالتالي توسع أسطح الهجوم». في الوقت نفسه، نصحت شركات أمن الشبكات مثل Fortinet،  Arbor Networks،  A10 Networks،  و Voxility  بعمليات النشر الأمنية الشخصية والمختلطة ضد هجمات DDoS الضخمة المتوقعة بعد نشر الجيل الخامس.
قدرت تحليلات IoT زيادة في عدد أجهزة إنترنت الأشياء، التي تم تمكينها بواسطة تقنية الجيل الخامس، من 7 مليارات في 2018 إلى 21.5 مليار بحلول عام 2025. يمكن أن يؤدي ذلك إلى رفع مستوى الهجوم لهذه الأجهزة إلى مستوى كبير، ويمكن أن تزيد القدرة على هجمات DDoS والتشفير والهجمات الإلكترونية الأخرى بشكل متناسب.
بسبب المخاوف من التجسس المحتمل لمستخدمي بائعي المعدات الصينيين، اتخذت عدة دول (بما في ذلك الولايات المتحدة وأستراليا والمملكة المتحدة اعتبارًا من أوائل عام 2019)  إجراءات لتقييد أو إلغاء استخدام المعدات الصينية في شبكات الجيل الخامس الخاصة بها الشبكات. ونفى الباعة الصينيون والحكومة الصينية مزاعم التجسس.  في 7 أكتوبر 2020، أصدرت لجنة الدفاع بالبرلمان البريطاني تقريرًا يدعي وجود دليل واضح على التواطؤ بين Huawei والدولة الصينية والحزب الشيوعي الصيني. قالت لجنة الدفاع بالبرلمان البريطاني إن على الحكومة النظر في إزالة جميع معدات Huawei من شبكات الجيل الخامس قبل الموعد المخطط له.

## التضليل ونظريات المؤامرة
هناك عدد من الادعاءات المزيفة ونظريات المؤامرة حول شبكات الجيل الخامس، والتي أصبح بعضها منتشرًا بشكل خاص خلال وباء COVID-19 .

### الصحة
الإجماع العلمي هو أن تقنية الجيل الخامس آمنة. أدى سوء فهم تقنية الجيل الخامس إلى ظهور نظريات مؤامرة تدعي أن لها تأثيرًا سلبيًا على صحة الإنسان.
كان هناك عدد من المخاوف بشأن انتشار المعلومات المضللة في وسائل الإعلام وعبر الإنترنت فيما يتعلق بالآثار الصحية المحتملة لتقنية الجيل الخامس. كتب ويليام برود في صحيفة نيويورك تايمز في عام 2019 أن قناة RT America بدأت في بث برامج تربط شبكات الجيل الخامس بالآثار الصحية الضارة التي «تفتقر إلى الدعم العلمي»، مثل «سرطان الدماغ، والعقم، والتوحد، وأورام القلب، ومرض الزهايمر». أكد برود أن المطالبات قد زادت. قامت RT America بتشغيل سبعة برامج حول هذا الموضوع بحلول منتصف أبريل 2019 ولكن برنامج واحد فقط في عام 2018 بأكمله. امتدت تغطية الشبكة إلى مئات المدونات والمواقع الإلكترونية.
في عام 2017، كتب علماء من أكثر من 30 دولة إلى الاتحاد الأوروبي مطالبين بوقف إطلاق الجيل الخامس، بسبب مخاوفهم بشأن المخاطر الصحية المحتملة. يستمر الالتماس في جمع التوقيعات. في أبريل 2019، منعت مدينة بروكسل في بلجيكا تجربة الجيل الخامس بسبب قواعد الإشعاع. في جنيف، سويسرا، تم إيقاف الترقية المخطط لها إلى الجيل الخامس لنفس السبب. قالت جمعية الاتصالات السويسرية (ASUT) إن الدراسات لم تتمكن من إظهار أن ترددات الجيل الخامس لها أي تأثير على الصحة.

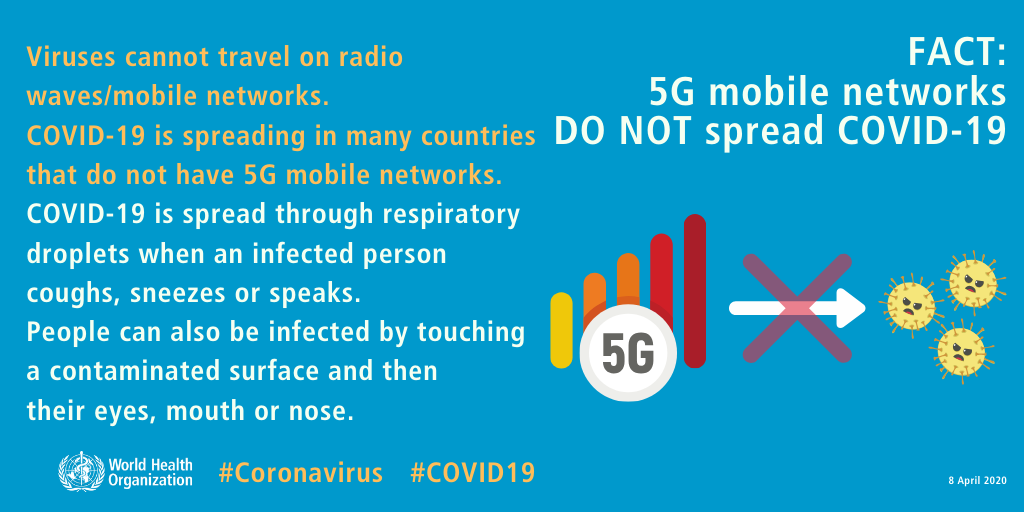
نشرت منظمة الصحة العالمية رسمًا بيانيًا أسطوريًا لمكافحة نظريات المؤامرة حول COVID-19 والجيل الخامس.

وفقًا لـ CNET،  «يدعو أعضاء البرلمان في هولندا أيضًا الحكومة إلى إلقاء نظرة فاحصة على الجيل الخامس. كتب العديد من القادة في كونغرس الولايات المتحدة إلى لجنة الاتصالات الفيدرالية للتعبير عن قلقهم بشأن المخاطر الصحية المحتملة. في ميل فالي، كاليفورنيا، منع مجلس المدينة نشر خلايا لاسلكية الجيل الخامس جديدة.»  أثيرت مخاوف مماثلة في فيرمونت  ونيوهامبشاير. نُقل عن إدارة الغذاء والدواء الأمريكية قولها إنها «لا تزال تعتقد أن حدود السلامة الحالية للتعرض لطاقة التردد اللاسلكي للهاتف المحمول تظل مقبولة لحماية الصحة العامة»  بعد حملة قامت بها مجموعات نشطاء، أصدرت سلسلة من المحليات الصغيرة في المملكة المتحدة، بما في ذلك توتنيس وبرايتون وهوف وجلاستونبري وفروم، قرارات ضد تنفيذ المزيد من البنية التحتية للجيل الخامس، على الرغم من أن هذه القرارات ليس لها أي تأثير على خطط النشر.

### نظريات المؤامرة COVID-19 وهجمات الحرق العمد
خلال وباء COVID-19، افترضت العديد من نظريات المؤامرة المتداولة عبر الإنترنت وجود صلة بين فيروس كورونا 2 (SARS-CoV-2) والمتلازمة التنفسية الحادة الوخيمة والجيل الخامس. وقد أدى ذلك إلى وقوع عشرات من هجمات الحرق المتعمد على أبراج الاتصالات في هولندا (أمستردام، روتردام، إلخ.)، أيرلندا (كورك،  إلخ.) وقبرص والمملكة المتحدة (داجينهام وهيدرسفيلد وبرمنغهام وبلفاست وليفربول ) وبلجيكا (بلت) وإيطاليا (مادالوني) وكرواتيا (بيبيني ) والسويد. وقد أدى ذلك إلى ما لا يقل عن 61 هجومًا مشتبهًا بإشعال الحرائق ضد هوائيات الهاتف في المملكة المتحدة وحدها  وأكثر من عشرين في هولندا.

## تسويق خدمات غير الجيل الخامس
في أجزاء مختلفة من العالم، أطلقت شركات الاتصالات العديد من التقنيات ذات العلامات التجارية المختلفة، مثل «تطور الجيل الخامس»، والتي تعلن عن تحسين الشبكات الحالية باستخدام «تقنية الجيل الخامس». ومع ذلك، فإن شبكات ما قبل الجيل الخامس هذه هي تحسين لمواصفات شبكات LTE الحالية التي لا تقتصر على الجيل الخامس. في حين أن التكنولوجيا تعد بتقديم سرعات أعلى، ووصفتها AT&T بأنها «أساس تطورنا إلى الجيل الخامس أثناء وضع اللمسات الأخيرة على معايير الجيل الخامس،» لا يمكن اعتبارها الجيل الخامس حقيقية. عندما أعلنت AT&T عن الجيل الخامس Evolution، 4x4 MIMO، كانت التكنولوجيا التي تستخدمها AT&T لتقديم سرعات أسرع، قد تم وضعها بالفعل من قبل T-Mobile دون أن تحمل لقب الجيل الخامس. يُزعم أن مثل هذه العلامات التجارية هي خطوة تسويقية ستسبب إرباكًا للمستهلكين، حيث لم يتم توضيح أن هذه التحسينات ليست حقيقية لشبكات الجيل الخامس.

## التاريخ
- في أبريل 2008، دخلت وكالة ناسا في شراكة مع Geoff Brown وشركة Machine-to-Machine Intelligence Corp (M2Mi) لتطوير نهج تكنولوجيا اتصالات من الجيل الخامس، على الرغم من اهتمامه الكبير بالعمل مع nanosats.[140]
- في عام 2008، تم تشكيل برنامج البحث والتطوير لتكنولوجيا المعلومات في كوريا الجنوبية الخاص بـ «أنظمة الاتصالات المتنقلة من الجيل الخامس القائمة على الوصول المتعدد بتقسيم الحزمة والمرحلات بالتعاون الجماعي».[141]
- في أغسطس 2012، أسست جامعة نيويورك اللاسلكية NYU Wireless، وهو مركز بحث أكاديمي متعدد التخصصات قام بعمل رائد في مجال الاتصالات اللاسلكية الجيل الخامس.[142][143][144]
- في 8 أكتوبر 2012، حصلت جامعة ساري البريطانية على 35 مليون جنيه إسترليني لمركز أبحاث الجيل الخامس جديد، بتمويل مشترك من صندوق استثمار شراكة الأبحاث التابع للحكومة البريطانية (UKRPIF) ومجموعة من مشغلي شبكات الهاتف المحمول الدوليين الرئيسيين ومقدمي البنية التحتية، بما في ذلك Huawei Samsung وTelefonica Europe وFujitsu Laboratories Europe ورود وشوارتز وAircom International . وستوفر مرافق الاختبار لمشغلي الهواتف المحمولة الحريصين على تطوير معيار للجوّال يستخدم طاقة أقل وطيفًا لاسلكيًا أقل، مع توفير سرعات أسرع من الجيل الرابع الحالي مع تطلعات أن تكون التكنولوجيا الجديدة جاهزة في غضون عقد من الزمن.[145][146][147][148]
- في 1 نوفمبر 2012، بدأ مشروع الاتحاد الأوروبي «ممكّنات الاتصالات المتنقلة واللاسلكية لمجتمع المعلومات العشرين والعشرين» (METIS) نشاطه نحو تعريف الجيل الخامس. حققت METIS إجماعًا عالميًا مبكرًا على هذه الأنظمة. بهذا المعنى، لعبت METIS دورًا مهمًا في بناء توافق في الآراء بين أصحاب المصلحة الخارجيين الرئيسيين الآخرين قبل أنشطة التقييس العالمية. تم ذلك عن طريق بدء العمل في المنتديات العالمية ذات الصلة والتعامل معها (على سبيل المثال ITU-R) وكذلك في الهيئات التنظيمية الوطنية والإقليمية.[149]
- أيضًا في نوفمبر 2012، تم إطلاق مشروع iJOIN EU، مع التركيز على تقنية «الخلايا الصغيرة»، والتي تعتبر ذات أهمية رئيسية للاستفادة من الموارد المحدودة والإستراتيجية، مثل طيف الموجات الراديوية. وفقًا لجونتر أوتينجر، المفوض الأوروبي للاقتصاد الرقمي والمجتمع (2014-2019)، يعد «الاستخدام المبتكر للطيف» أحد العوامل الرئيسية في قلب نجاح الجيل الخامس. ووصفه Oettinger كذلك بأنه «المورد الأساسي للاتصال اللاسلكي الذي سيكون الجيل الخامس هو المحرك الرئيسي له».[150] تم اختيار iJOIN من قبل المفوضية الأوروبية كواحد من المشاريع البحثية الرائدة في الجيل الخامس لعرض النتائج المبكرة لهذه التكنولوجيا في المؤتمر العالمي للجوال 2015 (برشلونة، إسبانيا).
- في فبراير 2013، بدأت فرقة العمل 5D (WP 5D) التابعة لقطاع الاتصالات الراديوية (ITU-R) بندي دراسة: (1) دراسة حول رؤية الاتصالات المتنقلة الدولية لعام 2020 وما بعده ؛ (2) دراسة عن اتجاهات التكنولوجيا المستقبلية لأنظمة IMT الأرضية. كلاهما يهدف إلى الحصول على فهم أفضل للجوانب التقنية المستقبلية للاتصالات المتنقلة من أجل تعريف الجيل القادم من الهواتف المحمولة.[151]
- في 12 مايو 2013، أعلنت شركة Samsung Electronics أنها طورت نظام «الجيل الخامس». تبلغ السرعة القصوى للتقنية الأساسية عشرات جيجابت / ثانية (جيجابت في الثانية). أثناء الاختبار، أرسلت سرعات النقل لشبكة «الجيل الخامس» البيانات عند 1.056 جيجابت / ثانية إلى مسافة تصل إلى 2 كيلومترات باستخدام 8 * 8 MIMO.[152][153]
- في يوليو 2013، وافقت الهند وإسرائيل على العمل بشكل مشترك على تطوير تقنيات اتصالات الجيل الخامس (الجيل الخامس).[154]
- في 1 أكتوبر 2013، فازت NTT (Nippon Telegraph and Telephone)، وهي نفس الشركة التي أطلقت أول شبكة الجيل الخامس في العالم في اليابان، بجائزة وزير الشؤون الداخلية والاتصالات في CEATEC لجهود البحث والتطوير الجيل الخامس.[155]
- في 6 نوفمبر 2013، أعلنت Huawei عن خطط لاستثمار 600 مليون دولار على الأقل في البحث والتطوير لشبكات الجيل الخامس الجيل الخامس القادرة على سرعات أسرع 100 مرة من شبكات LTE الحديثة.[156]
- في 3 أبريل 2019، أصبحت كوريا الجنوبية أول دولة تتبنى الجيل الخامس.[157] بعد ساعات فقط، أطلقت Verizon خدمات الجيل الخامس في الولايات المتحدة، وعارضت مطالبة كوريا الجنوبية بأن تصبح أول دولة في العالم تمتلك شبكة الجيل الخامس، لأنه يُزعم أن خدمة الجيل الخامس في كوريا الجنوبية تم إطلاقها في البداية لستة مشاهير كوريين جنوبيين فقط حتى كوريا الجنوبية يمكن أن تدعي لقب امتلاك أول شبكة الجيل الخامس في العالم.[158] في الواقع، أضافت شركات الاتصالات الكورية الجنوبية الرئيسية الثلاث (SK Telecom وKT وLG Uplus) أكثر من 40.000 مستخدم إلى شبكة الجيل الخامس الخاصة بهم في يوم الإطلاق.[159]
- في يونيو 2019، أصبحت الفلبين أول دولة في جنوب شرق آسيا تطرح شبكة الجيل الخامس بعد أن أطلقت Globe Telecom تجاريًا خطط بيانات الجيل الخامس للعملاء.[160]
- تقدم AT&T خدمة الجيل الخامس للمستهلكين والشركات في ديسمبر 2019 قبل الخطط لتقديم الجيل الخامس في جميع أنحاء الولايات المتحدة في النصف الأول من عام 2020.[161][162]
- في عام 2019، تم التوقيع على إعلان بين النمسا وبيلاروسيا بمشاركة A1 بيلاروسيا، بهدف تعزيز تطوير النطاق العريض والتكنولوجيا الرقمية، بما في ذلك الجيل الخامس.[163] في 23 يناير 2020، أطلق مزود الخدمة MTS Belarus مناطق اختبار، مع معدات Huawei و Cisco، لشبكة الجيل الخامس NSA في مينسك [164] في 27 فبراير 2020، تم توقيع مذكرة بموجبها أصبحت Huawei موردًا مثاليًا للمعدات. منطقة الجيل الخامس.[165] في 22 مايو 2020، أطلقت A1 بيلا روسيا، بالشراكة مع ZTE، أول شبكة الجيل الخامس SA في بيلاروسيا، في وضع الاختبار، في مينسك، [166] وفي 25 مايو قامت بإجراء أول مكالمة في رابطة الدول المستقلة عن طريق VoNR (Voice over راديو جديد) لنقل صوت الاندفاع الجيل الخامس.[167] في 22 مايو 2020، أطلقت MTS Belarus شبكة الجيل الخامس SA في الساحة الرياضية في مينسك.[168] في 28 مايو 2020، أطلق مشغل البنية التحتية البيلاروسي beCloud [169]، في وضع الاختبار، شبكة الجيل الخامس NSA، مع 20 محطة قاعدية.[170]

## تطبيقات أخرى

### السيارات
تعمل جمعية السيارات الجيل الخامس على الترويج لتقنية الاتصالات C-V2X التي سيتم نشرها أولاً في الجيل الرابع. يوفر الاتصال بين المركبات والبنى التحتية.

### السلامة العامة
من المتوقع أن يتم تعزيز خدمة الضغط والتحدث (MCPTT) والفيديو والبيانات ذات المهام الحرجة في الجيل الخامس.

### لاسلكي ثابت
ستوفر الاتصالات اللاسلكية الثابتة بديلاً للنطاق العريض للخط الثابت (اتصالات ADSL وVDSL والألياف الضوئية وDOCSIS) في بعض المواقع.

### نقل الفيديو اللاسلكي لتطبيقات البث
اختبرت سوني إمكانية استخدام شبكات الجيل الخامس المحلية لاستبدال كبلات واجهة رقمية تسلسلية (SDI) المستخدمة حاليًا في كاميرات الفيديو.

## بحوث
المفاهيم الأساسية المقترحة في الأوراق العلمية حول مناقشة الجيل الخامس وما بعدها الاتصالات اللاسلكية لشبكات جيل رابع هي:
- توفير تفشي شبكة  Ubiquitous computing   الحوسبة في كل مكان: يمكن في نفس الوقت أن يكون المستخدم متصلا بعدة تكنولوجيات وصول لاسلكية ويتحرك بسلاسة بينهما (انظر وسائل الإعلام المستقلة تسليم أو العمودي تسليم، IEEE 802.21، من المتوقع أيضا أن تكون المقدمة من النشرات الجيل الرابع المستقبلة. انظر أيضا multihoming). ويمكن الوصول إلى هذه التكنولوجيات تكون 2.الجيل الخامس، 3G، الجيل الرابع، أو شبكات المحمول الجيل الخامس، واي فاي، WPAN، أو أي تكنولوجيا أخرى للوصول مستقبلية. في الجيل الخامس، أو أية مفاهيم قد يتم تطويرها في مسارات نقل البيانات المتزامنة المتعددة.[177]
- المجموعة التتابعية التعاونية : قضية رئيسية في أنظمة ما بعد الجيل الرابع هو جعل معدلات بت عالية متوفرة في الجزء الأكبر من الخلية، خصوصا للمستخدمين في مواقف تتعرض لها من بين العديد من المحطات القاعدية. في البحوث الحالية، وتعالج هذه المشكلة عن طريق تكرار الخلوي وتقنيات التنوع الكلي، المعروف أيضا باسم فريق التتابع التعاوني، وكذلك . شعاع النفاذ المتعدد بتقسيم [178]
- تكنولوجيا الإدراك الراديوي، المعروفة أيضا باسم الراديوية الذكية: تتيح تقنيات الراديو المختلفة للمشاركة في نفس الطيف بكفاءة من خلال إيجاد تكييف الطيف غير المستخدم وتعديل مخطط انتقال إلى متطلبات التكنولوجيات التي تتقاسم الطيف حاليا. هذه الديناميكية إدارة موارد الراديو ويتحقق بطريقة التوزيع، وتعتمد على الراديوية المعرفة بالبرمجيات [179][180] انظر أيضا IEEE 802.22 القياسية لشبكات المناطق الإقليمية لاسلكي.
- الحيوي مخصصا الشبكات اللاسلكية (DAWN),[23] أساسا متطابقة مع المحمول المخصص الشبكة (MANET), شبكة متقاطعة لاسلكية (WMN) أو شبكات لاسلكية، جنبا إلى جنب مع هوائي ذكي، تنوع تعاونى ومرنة التشكيل.
- تداخل طبقات البروتوكول أو ما يسمى التصميم متداخل الطبقات Cross layer[181]
- فضاء ألكسندر ثيوفيل فانديرموند جزئي والتردد بالتقسيم (VFDM): خطة تعديل للسماح بالتعايش مع الخلايا الكبرى والخلايا الراديوية الإدراكية الصغيرة في شبكة ذات مستويين LTE/الجيل الرابع .[182]
- ب IPv6، حيث يزور الرعاية يتم تعيين العنوان IP المحمول وفقا للموقع وشبكة الإتصال.[177]
- على ارتفاعات عالية محطة منصة الستراتوسفير نظم (HAPS).[183]
- أجهزة يمكن ارتداؤها مع قدرات الذكاء الاصطناعي.[23]
- واحد معيار عالمي موحد.[23]
- عالم لاسلكي حقيقي مع عدم وجود قيود أكثر مع قضايا الوصول والمناطق.[177]
- تتمحور حول المستخدم (أو بدأالهاتف الخلية المطور ) مفهوم الشبكة بدلا من بدأ المشغل (كما في 1G) أو مطور نظام البدأ (كما في المعايير 2G، 3G الجيل الرابع) [184]
- في جميع أنحاء العالم على شبكة الإنترنت اللاسلكية (WWWW)، أي شاملة التطبيقات المستندة إلى ويب لاسلكي والتي تشمل القدرة للوصول إلى الوسائط المتعددة الكاملة وراء سرعات الجيل الرابع.[23]
- شبكات كثيفة واسعة النطاق المعروف أيضا باسم خدمة ضخمة MIMO الموزعة لتوفيرخلايا خضراء صغيرة مرنة الجيل الخامس Green Dense Small Cells